# Ļ

Ilustrace

Ļ (minuskule ļ) je písmeno latinky. Vyskytuje se v latgalštině, maršálštině, livonštině, lotyštině, v bývalé abecedě chantyjštiny a v jedné z abeced votštiny. Znak je složen z písmene L a cedilly.
Ve votštině se vyslovuje jako palatální laterální aproximanta [ʎ] a jeho variantou v ostatních pravopisech je ľ.
V Unicode mají písmena Ļ a ļ tyto kódy:
- Ļ: U+013B
- ļ: U+013C